# Windows Sound System

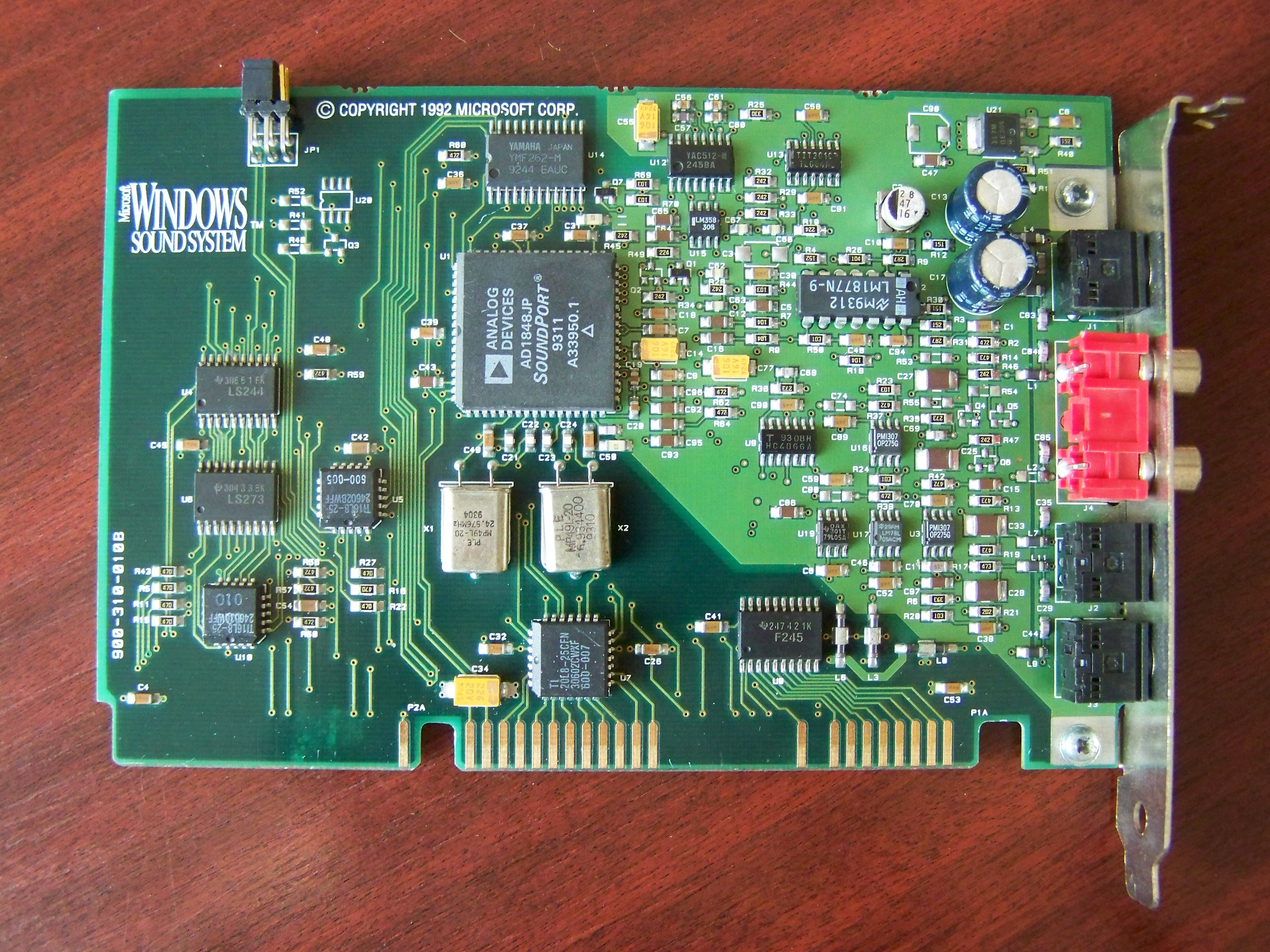
Parte frontal de una tarjeta de sonido original Microsoft Windows Sound System.

Windows Sound System (abreviado como WSS) es una especificación de tarjeta de sonido desarrollada por Microsoft, lanzada a finales de 1992 para Windows 3.1. Se vendía en un paquete que incluía una tarjeta de sonido ISA, un micrófono, un par de auriculares y un paquete de software.
WSS ofrecía soporte para muestreo digital de hasta 16 bits y 48 kHz, superando las capacidades de la popular Sound Blaster Pro, aunque era menos compatible que las tarjetas de sonido Sound Blaster y Gravis, así como las tarjetas de sonido Roland, las placas hijas y los módulos de sonido. Además, WSS incluía salidas de audio analógico RCA, una característica poco común entre las tarjetas de sonido de esa época; otras conexiones eran una entrada de micrófono, una entrada de línea estéreo y una salida de auriculares estéreo.
WSS era compatible con la mayoría de las bibliotecas de sonido populares de MS-DOS desarrolladas en la década de 1990, como el Miles Sound System y el HMI Sound Operating System, así como con otras menos populares como Loudness Sound System, Digital Sound Interface Kit, Digital Sound & Music Interface y Junglevision Sound Drive.
Al igual que con el estándar Intel High Definition Audio actual, el hardware real también estaba estandarizado. WSS se basaba en el chip códec Analog Devices AD1848A y contaba con un chip de síntesis FM Yamaha YMF262-M (OPL3) en la placa para la reproducción de MIDI (soportando hasta 18 voces MIDI simultáneas).

## Controladores

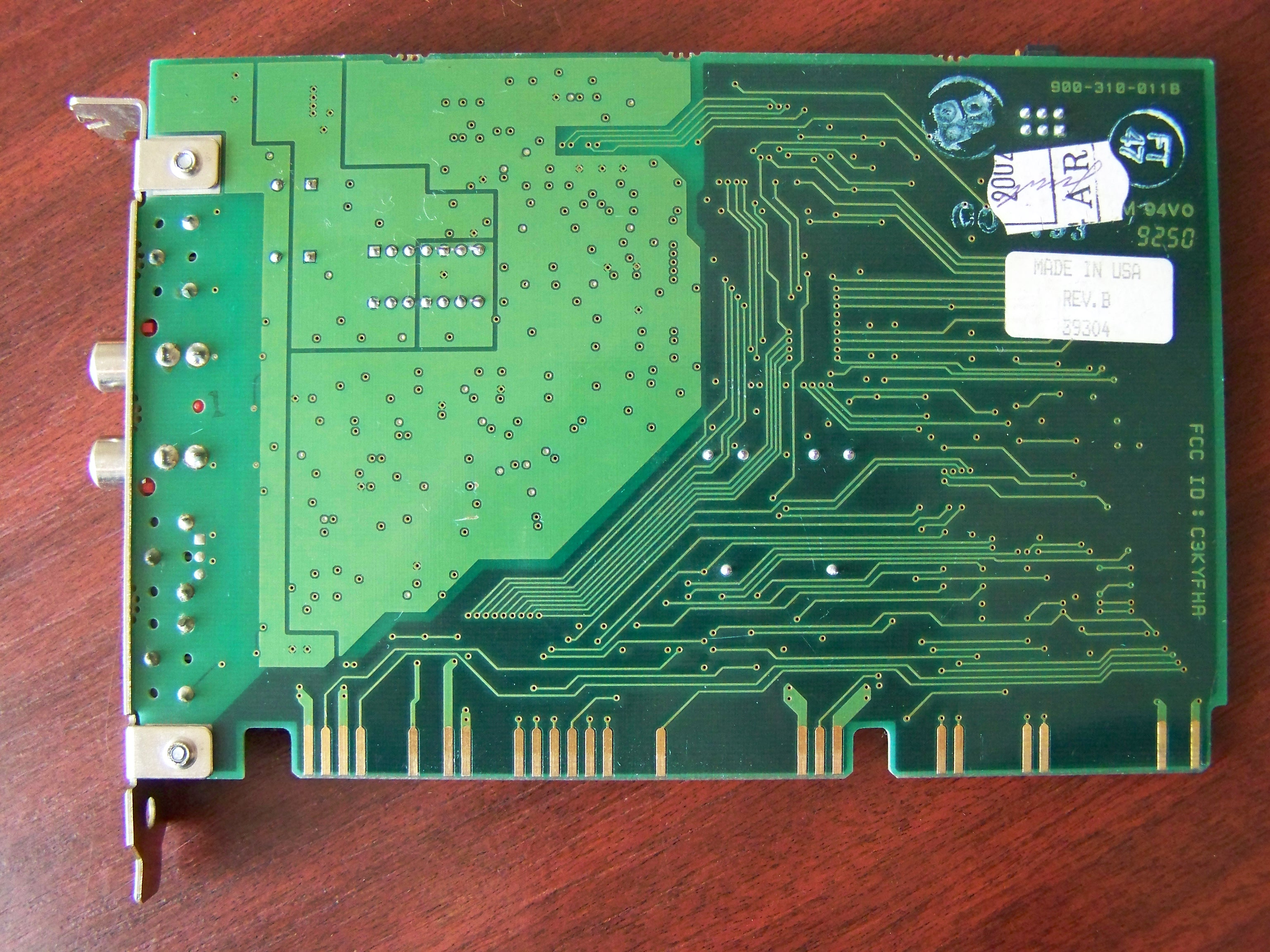
Parte trasera de una tarjeta de sonido original Microsoft Windows Sound System.

Los controladores de WSS 1.0a se lanzaron en febrero de 1993. Introdujeron DMA en modo único, soportaban juegos en MS-DOS y ofrecían emulación de AdLib y Sound Blaster.
Los controladores de WSS 2.0, lanzados en octubre de 1993, añadieron soporte para tarjetas de sonido OEM (Media Vision, Creative Labs, ESS Technology) e incluyeron un controlador mejorado para DOS (WSSXLAT.EXE) que proporcionaba compatibilidad con Sound Blaster 16 para el muestreo digital. Sin embargo, no ofrecían soporte para síntesis FM ni síntesis mediante tabla de ondas.